# 17 mai
ianuarie • februarie • martie  • aprilie  • mai  • iunie  • iulie  • august  • septembrie  • octombrie  • noiembrie  • decembrie
17 mai este a 137-a zi a calendarului gregorian și ziua a 138-a în anii bisecți. Mai sunt 228 de zile până la sfârșitul anului.

## Evenimente
| Imagine indisponibilă                                                                                   |  | Imagine indisponibilă |
| 1395: Are loc Bătălia de la Rovine, una dintre cele mai importante bătălii din istoria Țării Românești. |  |                       |

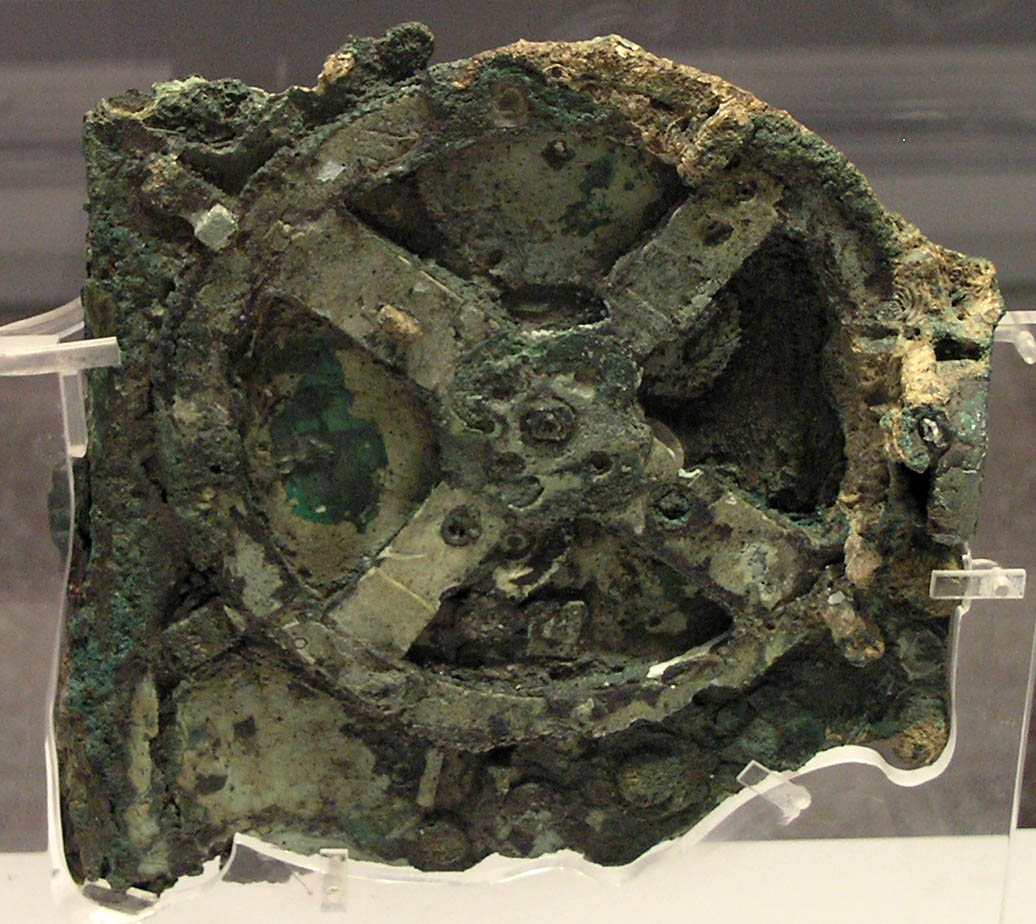
1902: Arheologul grec Valerios Stais descoperă Mecanismul de la Antikythera, un calculator mecanic antic.

- 1215: A fost ocupat orașul Londra, de către baronii englezi (în puciul contra regelui John).
- 1395: Are loc Bătălia de la Rovine, una dintre cele mai importante bătălii din istoria Țării Românești. Trupele muntene înving trupele otomane.[1]
- 1536: Căsătoria dintre Henric al VIII-lea al Angliei și Anne Boleyn este anulată.
- 1590: Ana a Danemarcei este încoronată în Holyrood, un cartier al Edinburgului, ca regină a Scoției.
- 1655: Englezii ocupă insula Jamaica.
- 1673: Louis Joliet și Jacques Marquette încep explorarea fluviul Mississippi.
- 1756: Războiul de Șapte Ani începe oficial când Marea Britanie declară război Franței.
- 1792: Înființarea bursei de pe Wall Street, cel mai important sediu al bursei mondiale.
- 1809: Napoleon Bonaparte dispune anexarea Statelor Papale la Imperiul francez.[2]
- 1814: Constituția Norvegiei este semnată și prințul danez Christian Frederik este ales rege al Norvegiei, de către Adunarea Constituantă norvegiană.
- 1900: În Al Doilea Război al Burilor, asediul Mafekingului a fost spart după 217 zile, victorie britanică decisivă împotriva burilor.
- 1900: Romanul pentru copii Vrăjitorul din Oz, de L. Frank Baum, este publicat pentru prima dată în Statele Unite. Primul exemplar este dăruit surorii autorului.[3]
- 1901: Arheologul grec Valerios Stais descoperă Mecanismul de la Antikythera, un calculator mecanic antic realizat pentru calculul pozițiilor astronomice.
- 1914: Principatul de Monaco este ocupat și, astfel, trece de sub stăpânirea franceză sub cea austriacă.
- 1940: Al Doilea Război Mondial: Germania ocupă orașul Bruxelles, Belgia.
- 1957: Regizorul Ion Popescu-Gopo a fost premiat la Cannes cu Marele Premiu Palme d'Or pentru scurt metraj, pentru filmul de desen animat „Scurtă istorie".
- 1969: Programul Venera: Sonda sovietică Venera 6 își începe coborârea în atmosfera planetei Venus, trimițând date atmosferice înainte de a fi strivit de presiune.
- 1973: Afacerea Watergate: încep audierile televizate în Senatul Statelor Unite.
- 1980: Din cauza demonstrațiilor la nivel național pentru democratizarea Coreei de Sud, regimul dictatorului Chun Doo-hwan declară stare de urgență. În următoarele zile este vorba de masacrul de la Gwangju.
- 1983: Liban, Israel și Statele Unite semnează un acord privind retragerea Israelului din Liban.
- 1990: Organizația Mondială a Sănătății (OMS) a scos homosexualitatea din nomenclatorul bolilor.
- 1992: Demonstrații în Bangkok împotrivă regimului militar. 450 de oameni sunt împușcați, ceea ce duce la declanșarea democratizării țării.
- 1995: După ce timp de 18 ani a fost primar al Parisului, Jacques Chirac devine președinte al Franței.
- 1995: Pentru prima dată, un român, Constantin Lăcătușu, a reușit să ajungă pe cel mai înalt vârf al lumii, Everest (8.848 m.)
- 1997: Trupele rebele ale lui Laurent Kabila au intrat în Kinshasa, capitala Zairului, proclamând Republica Democrată Congo.
- 2004: Liderul separatiștilor ceceni Șamil Basaev a revendicat atentatul comis la Groznîi, la 9 mai, în timpul căruia a murit președintele Ceceniei, Ahmad Kadîrov și a anunțat că pregătește noi atentate împotriva Rusiei.

## Nașteri
- 1490: Albert I al Prusiei, Mare Maestru al Cavalerilor Teutoni, duce de Prusia (d. 1568)
- 1568: Anna Vasa a Suediei, fiica regelui Ioan al III-lea al Suediei (d. 1625)
- 1714: Prințesa Anne Charlotte de Lorena (d. 1773)
- 1749: Edward Jenner, medic britanic (d. 1823)
- 1754: Antoine Berjon, pictor francez (d. 1843)
- 1758: Honoré al IV-lea, Prinț de Monaco (d. 1819)
- 1768: Caroline de Braunschweig, soția regelui George al IV-lea al Regatului Unit (d. 1821)
- 1810: Jacques Guiaud, pictor francez (d. 1876)
- 1836: Prințesa Ana a Prusiei (d. 1918)
- 1861: Charles Plumet, arhitect francez (d. 1928)
- 1867: Georgette Agutte, pictoriță franceză (d. 1922)
- 1873: Henri Barbusse, prozator francez, militant comunist (d. 1935)
- 1874: Élisabeth Sonrel, artistă franceză (d. 1953)
- 1886: Alfonso al XIII-lea al Spaniei (d. 1941)
- 1888: Anton Durcovici, episcop de Iași, deținut politic (d. 1951)

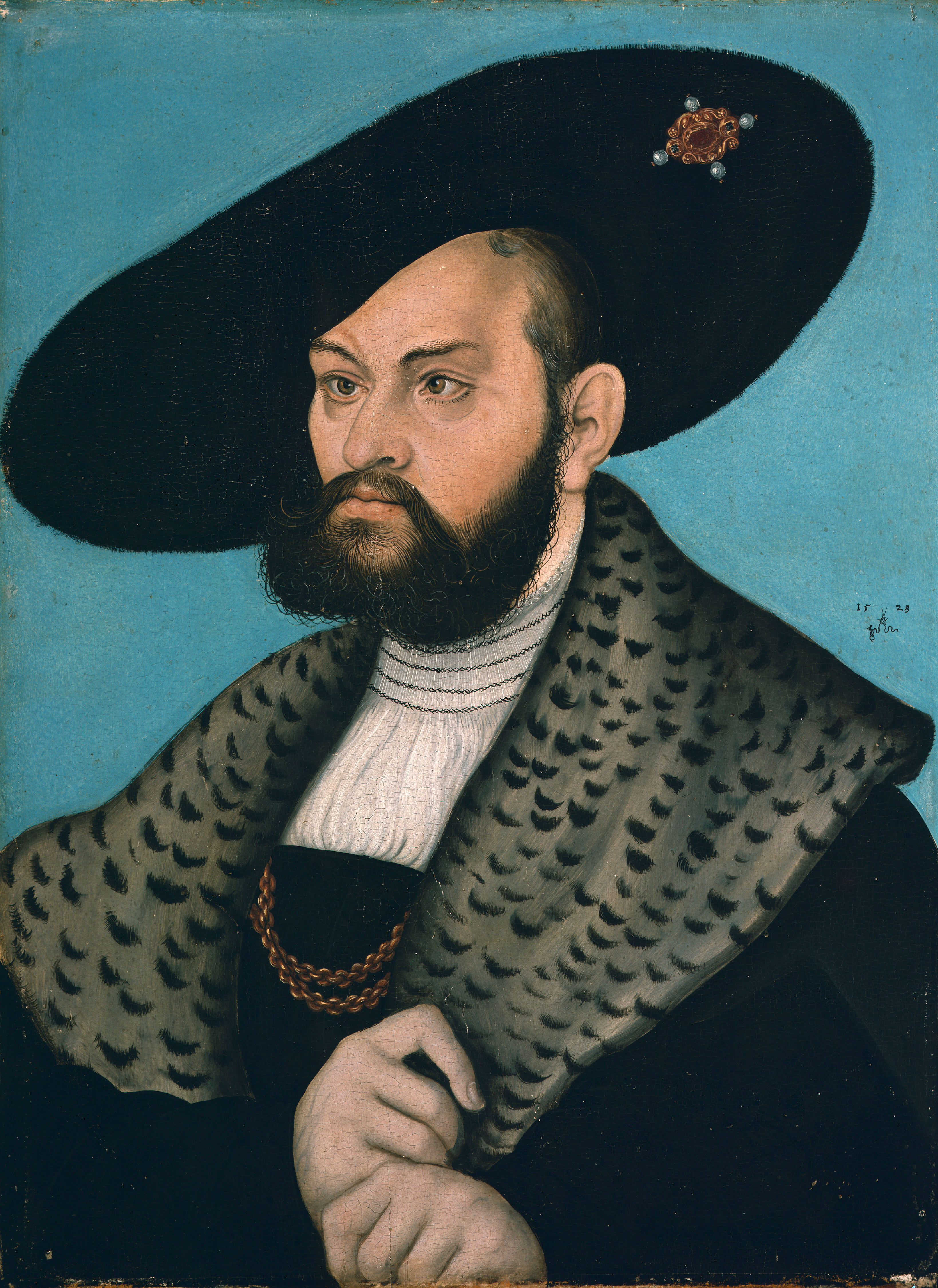
Albert I al Prusiei, primul duce al Prusiei
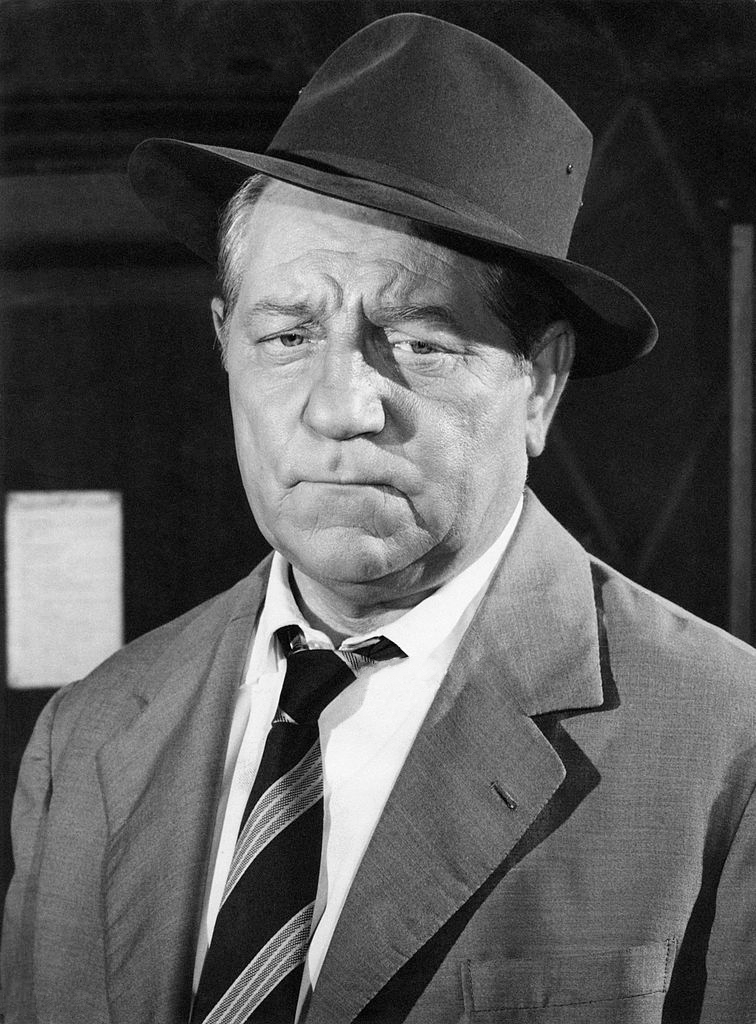
Jean Gabin, actor francez
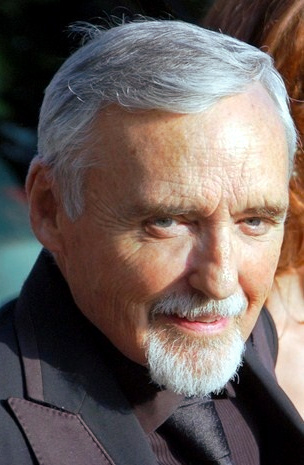
Dennis Hopper,  regizor american

- 1890: Ion Dimitriu-Bârlad, sculptor român (d. 1964)
- 1891: Prințesa Alexandra, Ducesă de Fife (d. 1959)
- 1897: Odd Hassel, chimist norvegian, laureat Nobel (d. 1981)
- 1901: Pompiliu Constantinescu, critic literar român (d. 1946)
- 1901: Romul Ladea, sculptor român (d. 1970)
- 1904: Jean Gabin, actor francez (d. 1976)
- 1920: Geo Dumitrescu, poet român (d. 2004)
- 1922: Vasile Răuță, bancher român (d. 1993)
- 1925: Michel de Certeau, teolog și antropolog francez, istoric al religiilor (d. 1986)
- 1926: Dimitri Romanov, prinț rus (d. 2016)
- 1936: Dennis Hopper, regizor și actor american (d. 2010)
- 1940: Valeriu Pantazi,  poet, scriitor, topograf și pictor român (d. 2015)
- 1940: Alan Kay, informatician american, laureat al Premiului Turing
- 1941: Pompiliu Dumitrescu, grafician român (d. 1998)
- 1942: Evmenie Miheev, episcop ortodox de rit vechi, Episcop al Chișinăului și Întregii Moldove
- 1945: Nicolae Mecu, editor, critic și istoric literar român
- 1949: Bill Bruford, baterist englez (Yes)
- 1949: Gelu Colceag, regizor și actor român
- 1959: Costel Băloiu, actor român
- 1961: Enya, solistă vocală irlandeză
- 1962: Ferenc Krausz, fizician german, laureat al Premiului Nobel pentru Fizică
- 1968: Petru Călian, politician român
- 1971: Regina Máxima a Țărilor de Jos, soția regelui Willem-Alexander al Țărilor de Jos
- 1975: Andreea Bollengier, jucătoare de șah româno-franceză (d. 2021)
- 1985: Greg Van Avermaet, ciclist belgian

## Decese
- 1510: Sandro Botticelli, pictor al Renașterii florentine (n. 1445)
- 1607: Anna d'Este, ducesă de Guise, ducesă de Nemours (n. 1531)
- 1727: Ecaterina I a Rusiei, țarină a Rusiei din 1725 până la moartea sa (n. 1683 sau 1684)
- 1735: Georg Friedrich Karl, Margraf de Brandenburg-Bayreuth (n. 1688)
- 1802: Ducesa Sofia Antonia de Brunswick-Wolfenbüttel, străbunica reginei Victoria (n. 1724)
- 1818: Tadataka Inō, cartograf japonez (n. 1745)

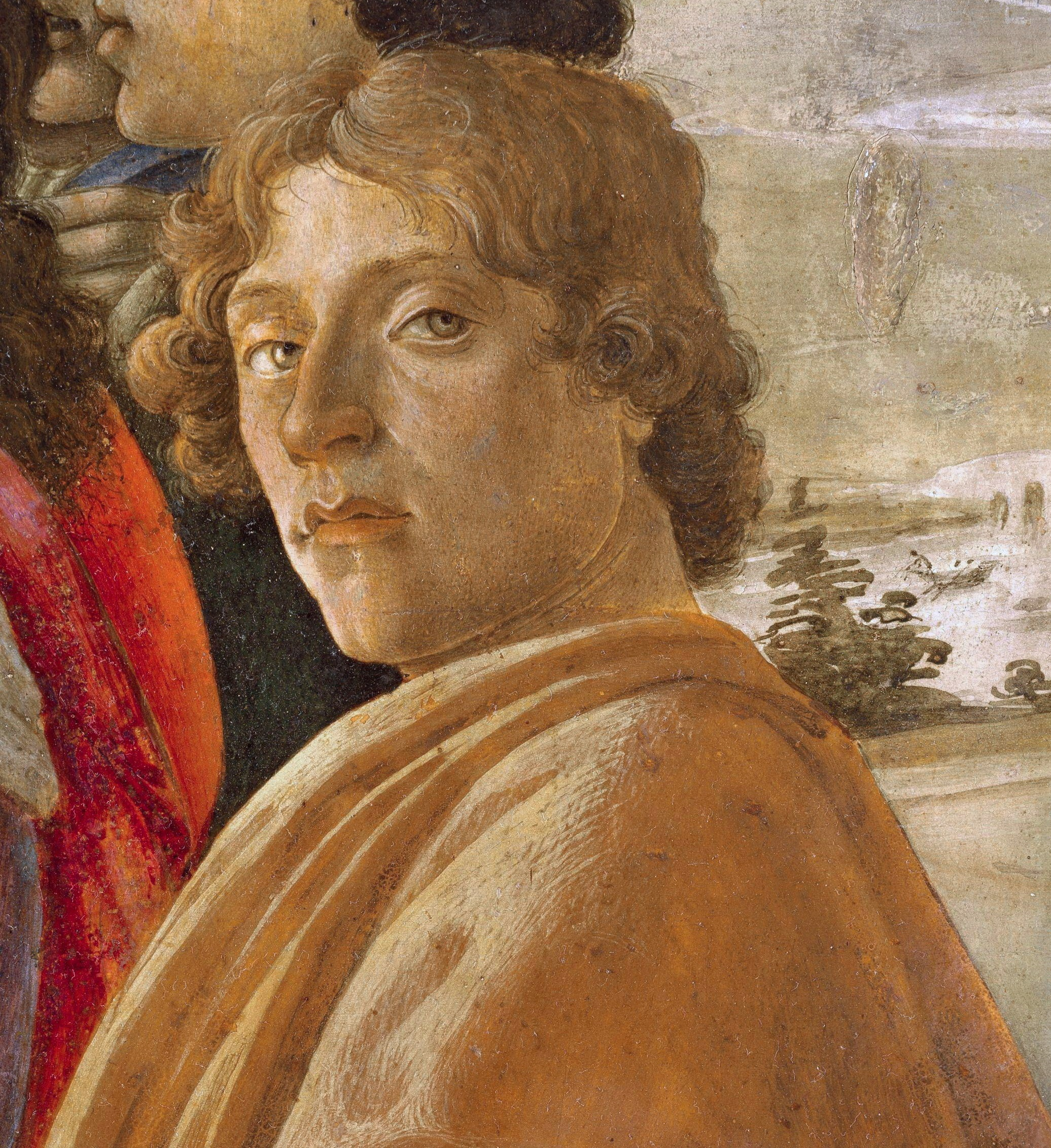
Sandro Botticelli, pictor florentin
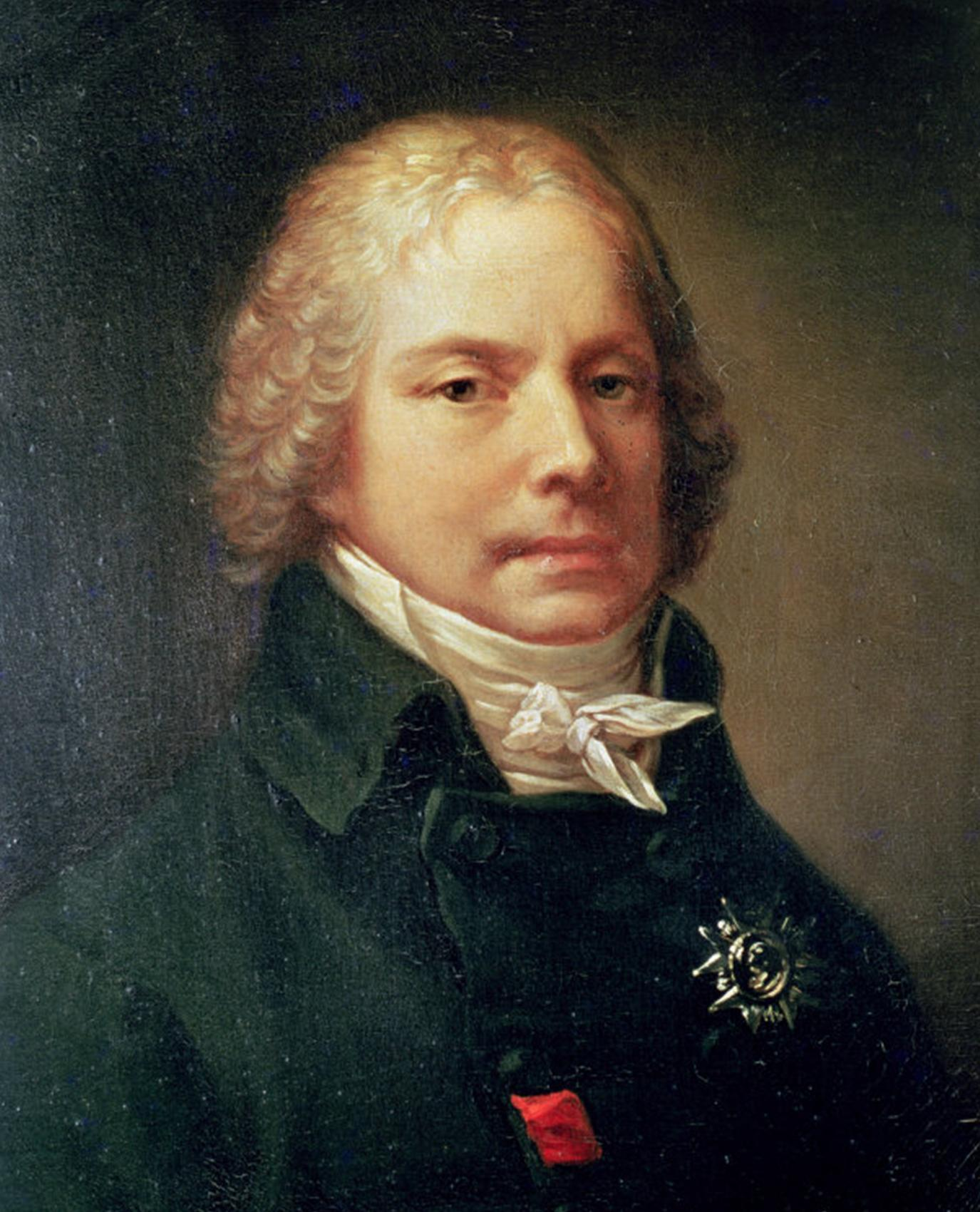
Charles Maurice de Talleyrand, diplomat francez
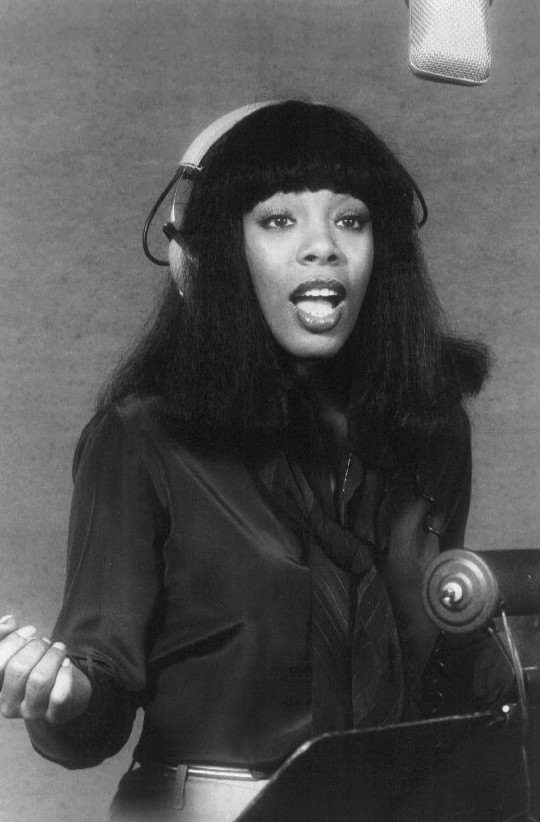
Donna Summer, cântăreață americană

- 1838: Charles Maurice de Talleyrand, diplomat francez (n. 1754)
- 1856: Karl von Inzaghi, nobil austriac și om politic al Imperiului Austriac (n. 1777)
- 1858: Ducesa Helen de Mecklenburg-Schwerin, ducesă de Orléans (n. 1814)
- 1889: Maria a Prusiei, soția regelui Maximilian al II-lea al Bavariei (n. 1825)
- 1904: Prințesa Pauline de Saxa-Weimar-Eisenach, soția lui Karl Augustus de Saxa-Weimar-Eisenach (n. 1852)
- 1923: Ducele Paul Frederic de Mecklenburg,  membru al Casei de Mecklenburg-Schwerin( n. 1852)
- 1951: Împărăteasa Teimei, soția împăratului Taishō al Japoniei (n. 1884)
- 1952: Paul Bujor, zoolog român (n. 1862)
- 2009: Mario Benedetti, scriitor uruguayan (n. 1920)
- 2012: Donna Summer, cântăreață americană (n. 1948)
- 2013: Jorge Videla, general argentinian, dictator al Argentinei (n. 1925)
- 2017: Viktor Gorbatko, cosmonaut rus (n. 1934)
- 2022: Vangelis, compozitor grec (n. 1943)

## Sărbători
- Norvegia: Ziua națională. (1814)
- Ziua Internațională de Luptă Împotriva Homofobiei
- Ziua Mondiala a Telecomunicatiilor si a Societatii Informationale. Incepind cu 1969.

### În calendarul creștin-ortodox
- Sfinții apostoli Andronic și Iunia.
- Sfântul mucenic Solohon și a celor împreună cu el sfinții mucenici Pamfamir și Pamfilon.
- Cuvioșii părinți și frați Nectarie și Teofan, ctitorii Mănăstirii lui Varlaam din Meteora.

### În calendarul greco-catolic
- Sfinții apostoli Andronic și Iunia; Fericitul Ioan Scheffler

### În calendarul romano-catolic
- Fericitul Ioan Scheffler, ep. martir